# République partisane de l'Alto Tortonese
1944–1944
Entités précédentes :
- République sociale italienne

Entités suivantes :
- République sociale italienne

La République partisane de l'Alto Tortonese est une éphémère république partisane italienne qui a existé de septembre 1944 à décembre 1944 dans l'Alto Tortonese (it), une zone géographique du sud-est de la province d'Alexandrie, autour de la ville de Tortone, au Piémont, en tant que résistance locale face au fascisme italien durant la Seconde Guerre mondiale.